# Zvočnik (naprava)
Zvočnik je elektro-akustični aktuator, ki prevaja električni signal v zvok. Govornik se premika v skladu z variacijami električnega signala in povzroča širjenje zvočnih valov preko medija, kot voda in zrak. 
Zvočniki (in ostali elektro- akustični senzorji) so najbolj spremenljivi elementi v sodobnih avdio sistemih, po navadi so odgovorni za večino izkrivljanja in zvočnih razlik, če primerjamo ozvočenja. 

## Terminologija
Izraz »ZVOČNIK« se nanaša na posamezne pretvornike ( znan kot »drivers« - gonilnik ) ali popoln sistem zvočnikov ograjenega prostora vključno z enim ali več gonilniki. Ustrezno poustvarja širok spekter frekvenc, večina zvočnih sistemov zaposlijo več kot en gonilnik, zlasti za višjo raven zvočnega tlaka ali maksimalno pravilnost. Individualni gonilniki so uporabljeni, da poustvarijo različne frekvenčne razrede. Gonilniki se imenujejo globokotonci (za zelo nizke frekvence) in woofers (za nizke frekvence), srednjerazredni zvočniki (srednje frekvence), visokotonec (za visoke frekvence) ali včasih super visokotonec, optimizirana za najvišje zvočne frekvence. Pogoji za različne gonilnike zvočnikov se razlikujejo odvisno od namenskega programa. V dvosmernih sistemih ni srednjerazrednih gonilnikov, torej naloga reprodukcije srednjerazrednih zvokov pade na woofer in visokotonce. Domači sterei uporabljajo označbo visokotoncev za visoko frekvenčne gonilnike, medtem ko profesionalne koncertne sisteme označujejo kot »HF« ali viške. Ko so večkratni gonilniki uporabljeni v sistemu filtrirnega omrežja imenovanega crossover, ločuje dohodni signal na različne razpone frekvenc in poti k ustreznem gonilniku. Zvočni sistem z ločenimi n-frekvenčnimi skupinami je opisan kot n-way zvočniki : dvosmerni sistem bo imel woofer in visokotonec, trosmerni sistem pa woofer, srednjetonec in visokotonec. 

## Zgodovina
Johann Philipp Reis je namestil električen zvočnik v njegov telefon leta 1861. Bil je zmožen pousatvariti čiste tone in prav tako poustvariti govor. Alexander Graham Bell je patentiral svoj prvi električni zvočnik (zmožen predvajati razumljiv govor) kot del njegovega telefona leta 1876, leta 1877 pa je sledila izboljšana različica Ernsta Siemensa. Nikola Tesla je naredil podobno napravo leta 1881, vendar patent ni bil izdan. Medtem je Thomas Edison izdal britanski patent za sistem, ki uporablja stisnjen zrak kot okrepitev mehanizma za njegov zgodnji cilinder fonografov. Leta 1898 je Horace Short patentiral zasnovo za poganjanje zvočnikov s stisnjenim zrakom, nato pa je pravice prodal Charlesu Parsonsu, ki je izdal več dodatnih Britanskih patentov pred letom 1910. Nekaj podjetij, vključno z Victor Talking Machine Company in Pathé je izdelalo gramofone, ki so uporabljali zvočnike s stisnjenim zrakom. Vendar pa so bili ti modeli precej omejeni zaradi slabe kakovosti zvoka in njihove nesposobnosti, da poustvarijo zvok v majhnem prostoru. Različice sistema so bile uporabljene za javno uporabo, pred kratkim pa so bile druge različice uporabljene za preizkušanje vesoljske opreme, odpornost za zelo glasen zvok in vibracije ravni, ki ga izstrelitev raket proizvaja. Oliver Lodge je odkril današnjo zasnovo gibajočih se spiral leta 1898. Prvo praktično uporabo zvočnikov z gibajočimi spiralami sta utemeljila Peter L. Jensen in Edwin Pridham v Napi, v Kaliforniji. Jensenu so zavrnili patent. Biti neuspešen pri prodaji njihovih izdelkov telefonskim podjetjem je povzročilo spremembo strategije za javno uporabo leta 1915 in preimenovanje izdelka v Magnavox. Jensen je bil nekaj let po izumu zvočnikov delni lastnik podjetja The Magnavox Company. 
Načelo gibajočih se spiral, ki je danes uporabljeno v neposrednih radiatorjih sta leta 1924 patentirala Chester W. Rice in Edward W. Kellogg. Ključna sprememba med prejšnimi poskusi in patenta Chesterja in Edwarda je bila prilagoditev mehanskih parametrov, tako da je temeljna resonanca gibajočega sistema potekala na manjši frekvenci in potem je sevanje stožca postalo enakomerno. V istem obdobju je Walter H. Schottky izumil prvi tračni zvočnik. 
Ti prvi zvočniki so uporabljali elektromagnete, kajti veliki, močnejši trajni magneti niso bili na voljo po razumni ceni. Tuljava elektromagneta, imenovana terenska tuljava je bila pod napetostjo s tokom preko drugega para povezav z gonilnikom. To prenehanje po navadi dobi dvojno vlogo, ki deluje tudi kot zadušitev tuljave, filtriranje ojačevalnika, na katerega je bil povezan zvočnik. Valovanje izmeničnega toka je bilo zmanjšano s prehodom zadušitve tuljave. Frekvence linije izmeničnega toka so se nagibale k modulaciji avdio signalov, ki so bili poslani h glasovnim tuljavam in dodani k zvočnem brenčanju powered-up zvočne naprave.

## Vrste gonilnikov
Avdio inženiring pravilo palca je, da posamezni elektrodinamični gonilniki zagotavljajo kakovostno predstavo čez kvečjemu približno tri oktave. Večkratni gonilniki (globokotonci, wooferji, srednjerazredni gonilniki in visokotonci) se običajno uporabljajo v kompletnih zvočnih sistemih, da bi nudili nad tremi oktavami. 

#### Polnorazredni gonilniki
Polnorazredni gonilniki so izdelani zato, da bi imeli najširši možni frekvenčni odziv, kljub pravilu palca, ki je navedeno zgoraj. Ti gonilniki so majhni, običajno 3-8 inčni (7,6–20 cm) v premeru, da omogočajo razumno visok frekvenčni odziv, ki je skrbno zasnovan tako, da z nizkim izkrivljanjem proizvodnje pri nizkih frekvencah, čeprav z zmanjšano stopnjo dosega maksimalen rezultat. Polnorazredni gonilniki, ali natančneje širokorazredni gonilniki so najpogosteje slišani v sistemih za obveščanje potnikov, v televizijah, čeprav so nekateri modeli primerni za hi-fi poslušanje. V hi-fi ozvočenjih je lahko uporaba enot s širokim razponom gonilnikov preprečitev nezaželene interakcije med večkratnimi gonilniki, ki so ustvarjeni z nenaključnimi lokacijami gonilnikov ali nadvoz omrežnih spornih vprašanj. Navdušenci širokorazrednih gonilnikov hi-fi ozvočenja zahtevajo usklajenost zvoka, dejali so, da je treba zaradi enotne vire in posledično pomanjkanje motenj in verjetno tudi pomanjkanja nadvozov sestavnih delov. Obrekovalci običajno navajajo omejen frekvenčni odziv širokorazrednih gonilnikov in skromne proizvodne sposobnosti, skupaj z zahtevo zavelika, izdelana, draga ohišja – kot daljnovod ali trobila – približanje optimalni predstavi.

#### Subwoofer
Subwoofer je woofer ki se uporablja le za najnižji del spektra zvoka: običajno pod 200 Hz za potrošnika sistema, kar je pod 100 Hz pa za profesionalni živi zvok in pod 80 Hz v THX-homologaciji sistemov. 
Za natančno reproducijo zelo nizkega bassa brez nazaželenih resonanc je treba subwoofer trdno konstruirati in ustrezno podprti.

#### Woofer ali globokotonec
Woofer je driver, ki reproducira nizke frekvence. Nekateri sistemi ozvočenja uporabljajo woofer za najnižje frekvence kar omogoča, da bi se izognili uporabi subwooferja. Poleg tega nekateri zvočniki uporabljajo woofer za ravnanje srednje frekvence, kar omogoča odstranitev zvočnikov srednjega razreda. To je mogoče doseči z izbiro visokotonca (tweeter), ki se odziva na dovolj nizke frekvence, woofer pa na dovolj visoke frekvence.

#### Srednjerazredni gonilniki
Zvočnik srednjega razreda je zvočnik driver, ki povzema sredino frekvence. Srednje razreda drivers so lahko nareti iz papirja ali kompozitnih materialov. Če je driver srednjega razreda stožčaste oblike se lahko pritrdi na sprednje opno od zvočnikovega ograjenega prostora, ali pa se lahko vgradi na vrat hupe za dodatno izhodno raven in nadzor sevanja.

#### Visokotonec
Tweeter je visokofrekvenčni driver, ki običajno povzema v najvišjem frekvenčnem pasu zvočnika. Veliko različnih tweeterjev obstaja, vsak z različno sposobnostjo v zvezi s frekvenčnih odzivom, ravnanjem moči, najvišja izhodna raven ipd. Ribbon visokotonci so pridobili popularnost v zadnjih letih, saj se je njihova izhodna moč povečala na raven za uporabo profesionalnih ojačanj in njihov izhodni vzorec je širok v vodoravni ravnini, vzorec, ki je priročen pri koncertih.

#### Koaksialni
Koaksialni zvočnik je zvočnik z dvema ali več kombiniranih koncentričnih gonilnikov. Koaksialni zvočniki so bili proizvedeni v mnogih podjetjih, kot so Altec, Tannoy, Pioneer, KEF, BMS, Cabasse and Genelec.